# PSR J0659+1414
PSR J0659+1414 är en ensam stjärna belägen i södra delen av stjärnbilden Tvillingarna. Den har en skenbar magnitud av ca 24,90 och kräver ett kraftfullt teleskop med kamera för att kunna observeras. Baserat på uppmätt parallax på ca 3,47 mas beräknas den befinna sig på ett avstånd av ca 940 ljusår (ca 290 parsec) från solen. 
  

## Egenskaper
PSR J0659+1414 är en pulsar som roterar med en varvtid av 0,385 s. Den avger enstaka pulser av gammastrålning.